# Repetobasidiopsis grandisporus
Repetobasidiopsis grandisporus är en svampart som beskrevs av Dhingra & Avn.P. Singh 2008. Repetobasidiopsis grandisporus ingår i släktet Repetobasidiopsis, ordningen Polyporales, klassen Agaricomycetes, divisionen basidiesvampar och riket svampar.   Inga underarter finns listade i Catalogue of Life.